# Sotiris Kaiafas
Sotiris Kaiafas (* 17. Dezember 1949 in Limassol) ist ein ehemaliger zyprischer Fußballspieler. Er war Stürmer und spielte ausschließlich für Omonia Nikosia.

## Karriere
1967 kam Kaiafas als 16-Jähriger zu Omonia Nikosia. Mit dem Double in der Saison 1971/72, in der Kaiafas außerdem Torschützenkönig wurde, begann die wohl erfolgreichste Phase in der Geschichte des Vereins.
Mit Omonia gewann Kaiafas insgesamt elfmal die Zyprische Meisterschaft, von 1974 bis 1979 sechsmal in Folge. Der Pokal gewann er viermal, den Supercup fünfmal. Außerdem wurde er in acht Saisons Torschützenkönig der zyprischen Liga und gewann 1975/76 mit 44 Toren als erster Spieler Zyperns den Goldenen Schuh als Europas bester Torschütze. 1984 beendete er seine Karriere.
In der zyprischen Nationalmannschaft spielte Kaiafas 17-mal, dabei erzielte er zwei Tore.
2003 wurde er zum „Golden Player“ Zyperns, zum bedeutendsten zyprischen Spieler der letzten 50 Jahre gewählt.

### Erfolge
- 11× Zyprischer Meister (1971/72, 1973/74, 1974/75, 1975/76, 1976/77, 1977/78, 1978/79, 1980/81, 1981/82, 1982/83, 1983/84)
- 4× Zyprischer Pokalsieger (1972, 1980, 1982, 1983)
- 5× Zyprischer Supercup-Sieger (1979, 1980, 1981, 1982, 1983)
- 8× Zyprischer Torschützenkönig (1971/72, 1973/74, 1975/76, 1976/77, 1978/79, 1979/80, 1980/81, 1981/82)
- Gewinner des Goldenen Schuhs in der Saison 1975/76
- „Golden Player“ Zyperns